# Faragó község
Faragó község (románul: Comuna Fărăgău) község Maros megyében, Romániában. Központja Faragó, beosztott falvai Fönácé, Körtekapu, Tancs, Faragótanya, Unoka.

## Népessége
A 2011-es népszámlálás adatai alapján a község népessége 1683 fő volt.